# Kanton Val-de-Reuil
Val-de-Reuil is een kanton van het Franse departement Eure. Het kanton maakt deel uit van het arrondissement Les Andelys.

## Gemeenten
Het kanton Val-de-Reuil omvatte tot 2014 de volgende gemeenten:
- Connelles
- Herqueville
- Léry
- Porte-Joie
- Poses
- Tournedos-sur-Seine
- Val-de-Reuil (hoofdplaats)
- Le Vaudreuil

Door de herindeling van de kantons bij decreet van 25 februari 2014, met uitwerking op 22 maart 2015, werd de gemeente Amfreville-sous-les-Monts uit het kanton Fleury-sur-Andelle aan het kanton Val-de-Reuil toegevoegd.

Op 1 januari 2018 werden de gemeenten Porte-Joie en Tournedos-sur-Seine samengevoegd tot de fusiegemeente (commune nouvelle) Porte-de-Seine.
Sindsdien omvat het kanton volgende 8 gemeenten : 
- Amfreville-sous-les-Monts
- Connelles
- Herqueville
- Léry
- Porte-de-Seine
- Poses
- Val-de-Reuil (hoofdplaats)
- Le Vaudreuil